# Samir Dżisr
Samir al-Dżisr, Samir Jisr – libański prawnik i polityk, sunnita. Ukończył prawo na Bejruckim Uniwersytecie Arabskim. W 1994 r. został wybrany prezesem trypolijskiej rady adwokackiej. Był ministrem sprawiedliwości oraz edukacji i szkolnictwa wyższego w rządach, kierowanych przez Rafika al-Haririego. W 2005 r. został deputowanym libańskiego parlamentu (reelekcja w 2009 r.).